# Две виски
Две виски, Две Виски, Две-Виски — село в Нижнеколымском районе Республики Якутии Российской Федерации. Входит в состав муниципального образования Походский наслег.

## Название
Название произошло от слова виска — что на якутском языке означает протока.

## География
Располагается в юго-восточной части района на северо-востоке Якутии. Место находится на левой (западной) стороне реки Большой Анюй, к югу от притока двух рек (Нижняя Виска и Верхняя Виска), соединяющей ряд озёр с Большим Анюем (Нижняя также с Колымой).

## Население
| 2001 | 2002 | 2010 | 2021 |
| ---- | ---- | ---- | ---- |
| 4    | ↘0   | →0   | →0   |